# Ginnastica ai Giochi della XXIX Olimpiade - Concorso individuale maschile
La finale del concorso individuale maschile si è svolta al National Indoor Stadium il 14 agosto, con inizio alle ore 11:00.

## Finale
| Pos. | Ginnasta                                  | Attrezzo     | Attrezzo | Attrezzo | Attrezzo  | Attrezzo  | Attrezzo | Totale |
| Pos. | Ginnasta                                  | Corpo libero | Cavallo  | Anelli   | Volteggio | Parallele | Sbarra   | Totale |
| ---- | ----------------------------------------- | ------------ | -------- | -------- | --------- | --------- | -------- | ------ |
|      | Yang Wei ( Cina)                          | 15,250       | 15,275   | 16,625   | 16,550    | 16,100    | 14,775   | 94,575 |
|      | Kōhei Uchimura ( Giappone)                | 15,825       | 13,275   | 15,200   | 16,300    | 15,975    | 15,400   | 91,975 |
|      | Benoît Caranobe ( Francia)                | 15,350       | 14,875   | 15,175   | 16,600    | 15,050    | 14,875   | 91,925 |
| 4    | Hiroyuki Tomita ( Giappone)               | 15,100       | 15,425   | 13,850   | 15,700    | 16,000    | 15,675   | 91,750 |
| 5    | Sergej Chorochordin ( Russia)             | 15,150       | 15,100   | 15,400   | 15,300    | 15,700    | 15,050   | 91,700 |
| 6    | Maksim Devjatovskij ( Russia)             | 15,225       | 15,200   | 15,625   | 15,225    | 15,325    | 15,100   | 91,700 |
| 7    | Fabian Hambüchen ( Germania)              | 15,625       | 14,375   | 15,025   | 15,975    | 15,275    | 15,400   | 91,675 |
| 8    | Taeyoung Yang ( Corea del Sud)            | 15,225       | 14,300   | 14,900   | 16,075    | 16,350    | 14,750   | 91,600 |
| 9    | Jonathan Horton ( Stati Uniti)            | 15,600       | 13,675   | 15,575   | 16,100    | 15,275    | 15,350   | 91,575 |
| 10   | Rafael Martínez ( Spagna)                 | 15,450       | 15,000   | 14,375   | 15,575    | 15,525    | 15,575   | 91,500 |
| 11   | Daeeun Kim ( Corea del Sud)               | 15,225       | 13,650   | 15,400   | 15,625    | 16,000    | 14,875   | 90,775 |
| 12   | Alexander Artemev ( Stati Uniti)          | 14,625       | 15,525   | 14,275   | 15,975    | 15,200    | 15,075   | 90,675 |
| 13   | Philipp Boy ( Germania)                   | 15,075       | 14,875   | 14,825   | 15,400    | 15,050    | 15,450   | 90,675 |
| 14   | Luis Rivera Rivera ( Porto Rico)          | 15,250       | 15,025   | 15,225   | 16,025    | 14,375    | 14,275   | 90,175 |
| 15   | Adam Wong ( Canada)                       | 14,325       | 14,550   | 15,050   | 15,700    | 15,350    | 14,825   | 89,800 |
| 16   | Anton Fokin ( Uzbekistan)                 | 14,525       | 15,150   | 14,700   | 15,575    | 16,125    | 13,675   | 89,750 |
| 17   | Nathan Gafuik ( Canada)                   | 15,325       | 13,475   | 14,375   | 16,175    | 15,275    | 15,000   | 89,625 |
| 18   | Flavius Koczi ( Romania)                  | 14,900       | 15,425   | 14,550   | 16,450    | 13,525    | 14,725   | 89,575 |
| 19   | Enrico Pozzo ( Italia)                    | 15,250       | 14,625   | 13,850   | 15,600    | 14,600    | 15,450   | 89,375 |
| 20   | Daniel Keatings ( Regno Unito)            | 14,850       | 15,700   | 14,000   | 15,800    | 14,425    | 14,225   | 89,000 |
| 21   | Thomas Bouhail ( Francia)                 | 15,200       | 13,400   | 13,650   | 15,850    | 14,425    | 14,475   | 87,000 |
| 22   | José Luis Fuentes Bustamante ( Venezuela) | 14,175       | 13,650   | 13,900   | 15,250    | 15,175    | 14,150   | 86,300 |
| 23   | Dmitrij Savickij ( Bielorussia)           | 13,725       | 13,750   | 15,300   | 15,900    | 13,400    | 10,100   | 82,175 |
| 24   | Chen Yibing ( Cina)                       |              | 13,750   | 16,650   | 15,900    | 14,950    | 12,975   | 74,225 |

Poiché erano ammessi alla finale un massimo di due atleti per ogni nazione, alcuni ginnasti non poterono partecipare alla finale nonostante fossero stati tra i primi 24 punteggi della qualificazioni. Essi furono:
- Hiroyuki Tomita (Giappone);
- Jurij Rjazanov (Russia);
- Yang Tae Young (Corea del Sud).